# Poggiodomo
Poggiodomo település Olaszországban, Umbria régióban, Perugia megyében. Lakosainak száma 92 fő (2023. január 1.). Poggiodomo Cascia, Monteleone di Spoleto, Preci, Scheggino, Sant'Anatolia di Narco, Cerreto di Spoleto, Norcia és Vallo di Nera községekkel határos.

## Népesség
A település lakossága az elmúlt években az alábbi módon változott:
| Lakosok száma | 112  | 102  | 92   |
|               | 2017 | 2018 | 2023 |